# Luisa Melgarejo de Soto
Pour les articles homonymes, voir Melgarejo.
Luisa Melgarejo de Soto, née en 1578 à Tunja et morte en 1651, aussi connue sous son nom d'emprunt Luisa Ponce de León ou son surnom de la Ilusa, est une mystique péruvienne.

## Biographie
Luisa Melgarejo de Soto naît en 1578 à Tunja, en Colombie actuelle. Elle est amie de Rose de Lima, une ascète,. 
À la mort de cette dernière, bientôt canonisée, Malgarejo a une vision d'elle ascendant au paradis et entourée de chœurs d'anges. Par la suite, la créole Luisa Malgarejo, proche des jésuites, particulièrement de Antonio Ruiz de Montoya et de Diego Álvarez de Paz (es), devient connue en tant que femme spirituelle dont les prières seraient capables d'intercéder en faveur des âmes des défunts. Elle est arrêtée par l'Inquisition en 1622 et incarcérée pendant plusieurs années, bien qu'on ne trouve plus de traces de son procès après 1624. Selon les actes du procès, la suspicion selon laquelle elle serait une alumbrada se fondait entre autres sur sa trop bonne santé, sur son indépendance et sur ses relations sexuelles avec le fonctionnaire Juan de Soto durant leur long concubinage avant leur mariage. 
Ses écrits, qui avaient été censurés, sont en fin de compte restitués à leur version originale[pas clair]. Les autres femmes de l'entourage de Rosa de Lima, moins puissantes que Melgarejo, voient leurs ouvrages brûlés dans un autodafé. Après cet épisode, Melgarejo écrit plusieurs chroniques afin de faire sanctifier des membres de la compagnie de Jésus à la demande de prêtres qui ont témoigné en sa faveur.
Entre ses sept et douze ans, Úrsula de Jesús vit chez Melgarejo en tant qu'esclave avec sa mère.
À sa mort en 1651[réf. souhaitée], Malgarejo lègue toutes ses possessions, dont une importante collection d'art, au collège Saint-Paul de Lima.